# Dorwać Wattsa
Dorwać Wattsa (tytuł oryg. Jue di tao wang) – hongkońsko-amerykańsko-chiński komediowy film akcji w reżyserii Sama Fella, którego premiera odbyła się 16 marca 2016 roku.
Film zarobił 484 114 000 renminbi w Chińskiej Republice Ludowej.

## Obsada
Źródło: Filmweb

- Jackie Chan – Bennie Black
- Johnny Knoxville – Connor Watts
- Fan Bingbing – Bai
- Seann William Scott
- Eve Torres – Dasha[7]
- Eric Tsang – Yung[7]
- Svitlana Zavialova – gość w kasynie
- Joel Adrian – gangster
- Michael Wong – Tang[7]
- Sara Forsberg – Natalya
- Tomer Oz – gangster
- Temur Mamisashvili – rosyjski gangster
- Zhang Lanxin – Ting Ting[7]
- Paul Philip Clark – rosyjski gangster
- Jai Day – Vladimir
- Andrew Dasz – turysta
- Lily Ji – celnik
- Charlie Rawes – Sergei
- Daniel Garcia – turysta
- Yeon Jung-hoon – Willie[7]
- Brayden Handcock – turysta
- Pierre Bourdaud – pracownik

## Produkcja i premiera
Film był kręcony w Hongkongu oraz Chinach.
Premiera filmu odbyła się 13 marca 2016 roku w Belgii. W Chińskiej Republice Ludowej premiera filmu odbyła się 17 lipca 2016 roku. Premiera filmu w Stanach Zjednoczonych odbyła się 2 września.